# Lista de personagens de Change 123
Esta é uma lista de personagens da série de mangá Change 123.

## Personagens principais

### Motoko Gettou(月斗 素子,Gettou Motoko)
Voz de: Misato Fukuen (Drama CD) 
A protagonista da série, Motoko foi adotada por três especialistas em combate após a morte de sua mãe. Seus "pais" treinaram-na no karatê, no manejo da espada, nas técnicas de submissão, no combate a distância e no manuseio de armas de fogo. Como resultado da excessiva tensão física e mental imposta à jovem Motoko durante seu treinamento, ela desenvolveu três personalidades divididas, coletivamente conhecidas como "HiFuMi", assim como uma chamada "Zero", que representa toda a sua raiva reprimida. HiFuMi trabalha para proteger Motoko, e embora ela veja HiFuMi como um fardo para ela, desejando apenas viver uma vida normal, ela sabe que eles estão apenas tentando cuidar de sua segurança. Embora Motoko possa ser uma combatente poderosa mesmo sem HiFuMi, sua natureza tímida e passiva freqüentemente a restringe de usar sua capacidade de lutar. Embora os personagens normais não percebam quando ela muda de personalidade, as mudanças sutis no " Ki " de Motoko ocorrem sempre que uma personalidade diferente assume o controle, o que poderia ser percebido por outros lutadores com habilidades suficientes. Exames de ressonância magnética feitos por Kannami confirmaram que a estrutura muscular da Motoko é de fato muito impressionante. 
Embora inicialmente desconfiado, Motoko desenvolve sentimentos por Kosukegawa e eventualmente começa a namorar ele. Um de seus pais, sem saber, arranja para ela ser casada com Kosukegawa, mas ela abaixa a oferta como ela deseja se fundir com Zero e HiFuMi antes mesmo de considerar o casamento. Mais tarde, é revelado que Motoko pode não ser a personalidade original, mas apenas uma personalidade " host ", implicando que a verdadeira Motoko pode realmente ser Zero. A identidade conhecida como "Motoko" pode ter sido construída para lidar com a vida cotidiana enquanto se percebe como a verdadeira identidade. No final da série, no entanto, ela é capaz de se fundir com HiFuMi e retornar a uma vida normal com Kosukegawa. Eles mais tarde se casam e em uma reviravolta final do destino tem três filhas, que se parecem com Hibiki, Fujiko e Mikiri. 

### HiFuMi
"Hibiki", "Fujiko" e "Mikiri" (literalmente "1 - 2 - 3") é uma representação das três personalidades de Motoko. Eles aparecem sempre que Motoko experimenta emoções fortes, está em perigo ou desmaia. Em alguns casos, HiFuMi é capaz de emergir simplesmente quando uma das personalidades quer sair. As três personalidades estão em constante comunicação umas com as outras, mas não podem se comunicar com a Motoko. Para resolver isso, Motoko mantém um diário em que todos eles podem escrever sentimentos e sugestões para que a Motoko possa obter uma melhor compreensão de cada personalidade e vice-versa . Os três são essencialmente representações dos "pais" de Motoko. Cada um com sua própria especialidade e características. É explicado que cada um tem suas próprias características físicas separadas do resto por causa de mudanças variantes nos tons musculares da face e dos corpos que parecem semelhantes, mas não iguais. Cada fisicamente representa uma construção física diferente devido ao treinamento exclusivo de cada estilo. Para distingui-los, cada um tem um estilo de cabelo diferente, assim como eles pareciam ter cores de cabelo diferentes, embora não seja explicado como isso acontece. Cada um deles desenvolve um vínculo único com Teruharu Kosukegawa. atualmente, por causa do desaparecimento de Motoko depois de lembrar como sua mãe morreu, HiFuMi assumiu o dever de ser Motoko enquanto estava na escola. No entanto, no Volume 11, depois de desafiar Hino e Ginga para uma batalha de 3 contra 2, o HiFuMi vence facilmente. Eles são logo depois capturados por Kosukegawa e um professor. Kosukegawa rapidamente pensa em uma desculpa para seus combates e pede desculpas por eles. Acreditando que eles causaram mais problemas a Kosukegawa, eles decidem sair, possivelmente aceitando a oferta de sua avó, embora afirmem que ela voltaria em breve. 

#### Hibiki(ひびき)
Voz de: Yuu Asakawa (Drama CD) é uma tomboy agressiva que é particularmente hábil em karatê e é representado por Red (ataque). Seu cabelo flui livremente e igual e ela está sempre procurando ou instigando brigas.  Através do treinamento de seu pai, ela sempre foi conhecida por adotar uma abordagem frontal com qualquer coisa, seja treinando (em vez de se esquivar de uma armadilha de log que ela prefere socar), fazendo com que Kosukegawa admitisse seus sentimentos a Motoko (beijando-se). ele e mudando para ela para que ele finalmente a beijasse), e mesmo com seus próprios sentimentos (enquanto ela beija Kosukegawa para seu presente de aniversário, então ela disse que daria algo mais para o próximo aniversário dele), mesmo fundida com Zero ela não Esquivar ataques.  Hibiki tem sentimentos profundos de amor por Kosukegawa e admira como ele é capaz de dar um passo à frente apesar de seu medo quando deve.  Para o qual ela usou como inspiração para dar 100% e conquistar seus próprios medos durante uma batalha mortal.  É comum ela "se desculpar" com um beijo em Kosukegawa ou se oferecer a ele.  Ela acha a ideia de ser casada, ter uma família e estar sempre com Kosukegawa para ser como um sonho.  Ela chega até mesmo a chamá-lo de "querido".  Hibiki também é mostrado tentando encorajar uma relação sexual com Kosukegawa.  Seja dando dicas de dar-lhe "algo mais" para seu próximo aniversário ou esperando que ele pularia em Mokoto depois que ela o consolasse.  Ela até confirmou que estava planejando fazer sexo com Kosukegawa em seu aniversário, mas absteve-se disso desde que Motoko estava ansiosa o suficiente para desmaiar de "apenas um beijo".  Hibiki ainda mostra ciúmes quando Kosukegawa está com Ginga ou Izuru, ao qual ela se descreve como se sentisse sua "cabeça girando" e seu "coração batendo forte" sempre que o visse com eles.  Uma vez depois que ela perdeu uma briga para Ginga na frente de Kosukegawa, ela ficou tão envergonhada de mostrar seu rosto a ele que não se revelou por dois meses.  Das três personalidades, ela é a mais comum de aparecer.  Ela tem a capacidade de 'ficar de fora' de manhã à noite, já que ela é a pessoa mais ansiosa para entrar em uma briga.  Hibiki é o primeiro a beijar Kosukegawa e o segundo a receber um encontro com ele.  Quando Hibiki testemunhou Sora jogando a estimada coleção de Kamen Raider de Kosukegawa para longe, por uma manobra de Sora para que HiFuMi revelasse o poder "negro", ela foi tomada pela raiva.  Isso desencadeia sua primeira fusão com Zero e, como resultado dessa fusão, ela quase mata Sora antes de Kosukegawa eventualmente intervir.  Na verdade, ele também quase foi morto, quando Hibki tentou estrangulá-lo com o lenço que HiFuMi e Motoko fizeram para ele em seu aniversário.  Foi só depois de perceber que ela não estava protegendo Kosukegawa de chorar, mas na verdade era o único a fazê-lo chorar, que Hibiki foi finalmente capaz de assumir o controle de Zero.  Após o desaparecimento de Motoko, fiel à sua abordagem frontal tenta trazê-la de volta por ter uma briga sem reservas contra Hino e Ginga.  No entanto, depois de derrotá-los, percebeu que mesmo o nível de luta não era suficiente.

#### Fujiko(ふじこ)
Voz de: Chie Horikoshi (Drama CD)é calmo - quase ao ponto de aparecer de sangue frio - e proficiente no uso de armas e representado por Azul (velocidade);  na verdade, ela é a mais rápida das quatro personalidades, fora da própria Zero.  Ela também é a mais madura e adulta das três personalidades;  Por isso, ela também é a mais analítica, quase ao ponto de ser estratégica.  Ela não parece se importar com comida que não é nutritiva de forma alguma, mas agora tem um gosto por sorvete por causa de Kosukegawa.  Por causa de suas habilidades de atirador de elite, ela é natural nos videogames, mas tende a usar muita munição em jogos de tiro, já que foi treinada para atirar na cabeça e no coração.  Ela é mostrada para ser mais forte que Hibiki, enquanto Hibiki perdeu para Ginga, Fujiko facilmente derrota Hino, que é o atual Gadam e, portanto, muito mais forte que Ginga.  Embora ela diga a Hino que não acredita que esteja apaixonada por Kouskegawa, ela admite que gosta dele e que ele é uma pessoa muito querida para ela.  Algumas de suas ações, no entanto, apontam para Fujiko ter sentimentos muito profundos por Kosukegawa.  Por exemplo, quando ela conhece Hino pela primeira vez, ela a desafia para ver se ela é forte o suficiente para protegê-lo.  Também depois de ver Kosukegawa esfaqueado e aparentemente mortalmente ferido por um soldado americano, Fujiko ficou tão enfurecido com o pensamento de perdê-lo que ela se fusionou com Zero a fim de vingá-lo e quase matar o soldado atirando nele sistematicamente em doloroso e não letal. manchas, a fim de prolongar sua dor antes que ela o mate.  Mas antes que ela termine ele percebe que ela realmente não quer ir contra o modo de vida de Kosukegawa.  Ela consegue conter Zero e poupar a vida dos soldados enquanto segura seu precioso colar de topázio azul que Kosukegawa deu a ela em seu aniversário.  No entanto, momentos depois, ela descobre que o "sangue" de Kosukegawa era na verdade de uma bebida vegetal engarrafada que o protegia de ser realmente prejudicado.  Ela ficou muito envergonhada por ter ido tão longe de "suco derramado" e revelando muito de seus sentimentos, que ela geralmente mantém guardado.  Ela é talentosa em habilidades domésticas, como ela é uma boa cozinheira ao ponto de quase perfeição.  Hibiki e Mikiri afirmam que ela derreteu uma panela enquanto preparava curry ao longo de três dias, quando apenas uma noite era necessária. Também, Hibiki afirmou que no cachecol todos eles fizeram para Kouskegawa que as partes de aparência "profissional" foram feitas por Fujiko.  Além disso, após o desaparecimento de Motoko, ambos Mikiri e Hibiki fizeram com que ela fizesse todo o trabalho da casa, para o qual eles foram repreendidos por Kosukegawa.  Depois de controlar zero, aprendemos o que ela realmente deseja é uma vida própria.

#### Mikiri(みきり)
Voz de: Hiromi Konno (Drama CD) é um especialista em movimentos de agarrar e submissão e representado por Amarelo (defesa).  Tudo o que Mikiri quer é brincar como as outras crianças, embora, como uma criança, ela possa facilmente ter medo de desmaiar e possua crueldade infantil, mostrando entusiasmo diante da perspectiva de arranhar e arrancar os olhos de um homem.  Uma mordaça constante com Mikiri é que quando ela assume o controle, sua forma corporal muda (descrita por Motoko como uma mudança em sua colocação muscular), inevitavelmente aumentando seu tamanho do busto e causando menos do que uma camisa (sutiã, biquíni, etc.) rasgar.  Ela tem um apetite muito grande, capaz de comer todos os 31 sabores de sorvete em uma única sessão.  Das três personalidades, ela aparece com menos frequência, mas tem a vida social mais ativa.  'Jogando' com as crianças do bairro visitando "Granny".  Tem mais de uma atração infantil em relação a Kosukegawa.  Chamando-o de Kosuke-niichan.  Afirmando que ela sentiria falta de brincar com ele se ele fosse morto e quisesse tomar banho com ele em seu aniversário, chateado com o fato de que ele adormeceu antes dela sair.  Quando ela estava confortando Kosukegawa afirmando "Você sempre deve ser quem você é porque é por isso que nós (HiFuMi) te amamos tanto".  Mikiri costumava visitar uma vizinha idosa de Motoko, a quem ela se referia como vovó, já que a mulher idosa costumava fazer seu ohagi para comer (uma quantia que a própria Motoko não conseguia tolerar).  No capítulo 41, sua avó morreu, deixando um último lote de ohagi que Mikiri jurou finalizar.  Quando esse grupo de ohagi foi derrubado e arruinado por possíveis ladrões, Mikiri enfureceu-se com Zero para se vingar, apenas para ser trazida de volta aos seus sentidos pelo fato de que ela teria esmagado o ogro da avó se ela continuasse lutando.  No entanto, fiel à sua natureza infantil, Mikiri, acompanhado por Kosukegawa, comeu o ohagi da rua, forçando os ladrões a fazer o mesmo.

#### ZERO
Zero (ゼロ)  é a mais perigosa de todas as suas personalidades e representada por Black (uma mistura das três cores). Ela é implacável, sem emoção (evidente pelo olhar permanentemente insípido em seus olhos quando ataca), desumanamente forte a ponto de ser capaz de arrancar membros, suportar ataques diretos sem estremecer e usar a testa (mesmo ignorando completamente a habilidade de um oponente ter quebrado o braço dela), e atacará quase qualquer um que ela veja com intenção de matar. Ela tem todas as habilidades das outras personalidades, bem como a capacidade de utilizá-las com coordenação alarmante, mas ela não tem piedade de ninguém, nem mesmo de Kuruma Takezou, um dos "Três Pais" ou Teruharu, levando Motoko e HiFuMi para segurar suas costas de matá-lo, onde quando ela saiu como uma garotinha, dois dos "Três Pais" ficaram aterrorizados em se aproximar dela mesmo depois que ela desmaiou depois de 3 minutos. Ela tem todos os traços de um assassino natural. Apesar de ser de longe a mais poderosa das personalidades de Motoko, ela tem duas condições que devem ser cumpridas antes que ela possa assumir: 1) cada uma das três personalidades que compõem a HiFuMi deve ser derrotada antes que ela venha à superfície, fazendo dela um pouco um último recurso para a Motoko, e para a HiFuMi sofrer uma raiva extrema. Como ver Kosukegawa sendo ferido gravemente.  Como ela foi nomeada Zero foi porque essa foi a única palavra que ela já disse, parecendo ser uma referência como HiFuMi significa 1, 2 e 3, então quando ela é chamada é como contagem regressiva (3, 2, 1, 0) . No entanto, se um dos HiFuMi está com raiva extrema, Zero é capaz de se fundir com eles, dando-lhes um forte impulso de poder, mas levando-os a um frenesi controlado.  Como uma nota lateral, ao contrário de HiFuMi, e Motoko, seus seios são os menores, lembrando mais um corpo infantil,  um traço que foi transferido para os membros da HiFuMi com quem ela se fundiu - como Fujiko e Mikiri se fundiram com Zero, seus físicos mudaram, por sua vez, para se parecerem mais com os de Zero. Atualmente HiFuMi, Motoko, Dois dos Três Pais, Kosukegawa e Kannami estão trabalhando em uma maneira de remover Zero, que é essencialmente o ódio e raiva de todas as personalidades por ter HiFuMi experimentar as alegrias de uma vida normal. Também é teorizado por Kannami para Mokoto que ela poderia fragmentar uma nova personalidade se ela não prosseguir com a terapia. 

### Teruharu "Hideo" Kosukegawa(小介川 英生,Kosukegawa Teruharu)
Voz de: Junji Majima (Drama CD) 
Colega de Motoko que é fã de Kamen Raider (仮面レッダー, Kamen Reddā, Masked Redder)  (um trocadilho com Kamen Rider de Shotaro Ishinomori ) e parece imitar o herói. Ele gosta instantaneamente de Motoko e faz um grande esforço para proteger o segredo de Motoko. Por causa da lealdade e auto-sacrifício de Kosukegawa, HiFuMi sente um pouco de afeição por ele. Desde que ele sabe da situação de Motoko, Kosukegawa serve como ligação da HiFuMi. Ele admitiu que cuida dos quatro Motoko, mas mesmo com a sugestão de Hibiki de que ele a beije, ele a rejeita quando se apaixona pela primeira vez com Motoko e quer confessá-la primeiro. Ele é incomumente durável, capaz de resistir a ferimentos dolorosos, como ser jogado em um rio por um tronco balançando de madeira sem ferimentos permanentes. Ele é mostrado para ser um lutador natural. Declarado por Ralph ele tem treinamento de imagem. Onde com apenas algumas dicas (e acupuntura para aumentar sua força e velocidade e um terno de Kamen Raider como armadura) ele foi capaz de segurar brevemente contra Zero ganhando apenas um braço quebrado onde assassinos treinados quase foram mortos. Ele foi aconselhado a derrotá-la com um soco na garganta (cuja eficácia ainda é desconhecida dada a durabilidade sobre-humana de HiFuMi), mas se conteve, pois ele não conseguiu machucar Motoko. No final do volume cinco, Kosukegawa e Motoko começam a sair  mas não tem a coragem de dar as mãos, ou qualquer outra atividade próxima com ela, mas finalmente e felizmente foi capaz de chamá-la por ela. primeiro nome.   Isso não impede que Kosukegawa tenha fantasias pervertidas sobre ela, a ponto de dizer "Onde você quer fazer" em vez de "Para onde você quer ir", e emite uma aura pervertida.  É mostrado que Kosukegawa deu a Kannami, seu amigo de infância, uma versão de liga Kamen Raider Z-III por causa do benefício que os dois ganhariam tendo, e perdendo a figura.  Embora ele seja completamente para a ideia de se casar com Motoko, na maioria das vezes suas razões por trás disso são por causa de todas as coisas pervertidas que eles poderiam fazer depois. No entanto, depois de perceber que Motoko só poderia ser uma personalidade Anfitriã, ele ficou muito deprimido com a idéia de que, se ela fosse se fundir com Zero, perderia todas as lembranças de seu tempo juntos. Esses pensamentos parecem ter se dissipado depois que Motoko o consolou. Seu maior medo é percebido no capítulo 49 do volume 10. Quando, depois de Hibiki se fundir com Zero para se vingar de Sora por seus maus tratos a Kosukegawa, Motoko finalmente se lembra de sua última lembrança de sua mãe antes de morrer. Suas últimas palavras para sua mãe antes que ela seja morta em seu acidente são "Você pode simplesmente morrer mãe!" Esta lembrança terrível faz com que Motoko desapareça repentinamente sem aviso prévio. Ele pergunta a HiFuMi todas as chances que ele tem se ela retornar, mas depois que Hibiki diz que ele não sabe o que fazer, ele é surpreendido por sua insensibilidade. Abraçando Hibiki, ele pede desculpas ao perceber que não é a única pessoa que se sente solitária e indefesa. Mais tarde, quando ele descobre que HiFuMi desapareceu, ele não hesita em partir imediatamente em uma jornada para descobrir seu paradeiro. Com uma pista de Kannami, ele parte para Kyoto o lugar onde a família dela está agindo como altamente procurada por espiões secretos por gerações. Ele podia assistir a batalha final entre o HiFuMi infundido Zero contra Tatsuya, a fim de encontrar Motoko dentro deles. Eles mais tarde se casam e em uma reviravolta final do destino tem três filhas, que se parecem com Hibiki, Fujiko e Mikiri. 

## Família de Motoko

### Takezou Kuruma(車 岳蔵,Kuruma Takezou)
Apelidado de "O Deus da Submissão", Takezou se especializou em técnicas de submissão e agarramento. É o treinamento de Kuruma que criou a personalidade de Mikiri. Ele é um homem "bem-humorado" que se importa profundamente com o bem estar de sua filha. Kuruma prefere lutar com seus oponentes até a submissão ou até deixá-los inconscientes (geralmente cortando a circulação para o cérebro ou atacando o cérebro diretamente na tentativa de abalá-lo, o que resultaria em inconsciência instantânea). Ele também parece gostar da série Kamen Raider, usando uma máscara de festival quando foi apresentada pela primeira vez. Ele é capaz de dizer qual das quatro personalidades sua "filha" é a qualquer momento, o que surpreende Motoko. Ele é conhecido por treinar todos os estudantes que desejam aprender seu estilo de luta, embora ele nunca tenha sido capaz de completar seu treinamento além de uma mulher russa, Anna, que ele geralmente chama de Anna-chan. Ele é mostrado para ter um gosto por Anna e às vezes usa seu treinamento com ela para suas próprias perversões, geralmente com efeito cômico. Kuruma é o mais comum dos Três Pais para aparecer, mesmo ficando na casa de Motoko para o Natal. 

### Jin Hayase(早瀬 仁,Hayase Jin)
Apelidado de "Sword Saint", Jin é outro dos "pais" de Motoko. Ele é especialista em combate estratégico e armamento tático. Ele é um mestre espadachim e considerado por muitos como um gênio tático. Dificilmente se sabe alguma coisa sobre sua vida pessoal além de que ele costumava ser uma operação especial nas forças armadas. Ele geralmente é visto descansando sua espada contra o ombro e também é responsável por criar Fujiko. Ele ajudou Kanami na tentativa de ajudar a fundir Zero com HiFuMi na esperança de eliminar Zero. Ele vê Zero como uma ameaça à segurança de Motoko. Como Fujiko, dificilmente é mostrado para revelar emoção, embora ele se importe com Motoko. Afirmando o que o pai não deseja para a felicidade de suas filhas. 

### Tatsuya Rukawa(流河 竜也,Rukawa Tatsuya)
Apelidado de "Tiger Killer Ryu", Tatsuya é o terceiro "pai" de Motoko a ser revelado, ele apareceu apenas em flashbacks até o volume oito. Ele é principalmente um andarilho e é descrito o mestre de karatê que "derrotou um tigre com as próprias mãos". Ele também é responsável pela criação do Hibiki. Ele é um especialista em combate de mãos vazias e conhecido em todo o submundo como um "intocável", tendo se vingado de várias gangues, chefes da máfia e combatentes profissionais por desprezá-lo. Como Hibiki, se há uma briga a ser travada, ele está sempre ansioso para participar e até mesmo é conhecido por instigar lutas, apesar de qualquer chance. Ironicamente, parece que fora de lutar, ele é realmente uma pessoa muito boa, frequentemente vista com um sorriso agradável no rosto. Hibiki afirma que depois de brigar com ele, nenhum dos HiFuMi é capaz de se mover no dia seguinte, da mesma forma, os outros dois pais acreditam que ele poderia lutar Zero até a morte como um empate, isso faz dele o mais forte dos três pais. Tatsuya é o principal responsável por organizar o noivado de Motoko para Kosukegawa depois que ele fez amizade com o pai de Kosukegawa na esperança de que uma vez que ela seja casada ele possa estar livre para passear. Ele é o único dos "Três Pais" que não sabe sobre Zero, pois os outros dois pais acreditam que ele tentará retirá-la intencionalmente para uma luta até a morte. Note-se que já se passaram dois anos desde que Motoko chegou a ver Tatsuya. Em uma nota cômica, os outros dois pais pensam que ele é um idiota. Ao contrário de suas crenças, ele revelou que é muito inteligente, mas apenas quando se trata de lutar e quando envolve sua filha. Para efeito cômico, ele consegue distinguir Hibiki, embora ela estivesse fingindo ser Motoko. Ele se refere a Motoko e HiFuMi como suas filhas e Kosukegawa como seu genro. Dos "Três Pais", ele é o menos envolvido na vida de Motoko, embora ironicamente ele seja seu guardião registrado. Ele é na verdade o pai biológico de Motoko, embora ela também tenha conexões genéticas com os outros dois também. Ele se esquiva contra Hifumi em sua tentativa de despertar Motoko, deixando todos os três inconscientes. 

### Asagi Gettou(月斗 浅葱,Gettou Asagi)
A mãe de Motoko que morreu em um acidente quando Motoko era muito jovem. Ela era uma grande especialista em recuperação de informações, mas quando ela teve Motoko, ela desistiu de tudo e conseguiu um emprego respeitável para cuidar dela. Ela conheceu Kuruma, Jin e Rukawa quando ela estava em missão, trabalhando com eles, mesmo que ela os traísse assim que conseguisse a informação que precisava. É revelado no capítulo 49 que ela foi morta quando um caminhão tombou, fazendo com que as vigas de aço que levava caíssem sobre ela bem na frente de sua filha, inadvertidamente criando Zero. Quando Jin menciona conhecê-la, ela se parece mais com Hibiki, mas mais tarde na vida, sua aparência facial foi a mesma que a combinação de Motoko e HiFuMi após a luta entre Zero e Teruharu. Tatsuya Rukawa é o verdadeiro pai de Motoko, mas ela mantém essa informação da família Gettou, para manter seu trabalho em segredo, é uma sociedade sem pai. Está implícito que todos os três pais ainda a amam apesar do fato de ela ser a inimiga. 

### Sakura Gettou(月斗 桜,Gettou Sakura)
Revelado pela primeira vez no capítulo 41, Sakura é a avó de Motoko. Não se sabe muito a não ser que ela parece muito jovem para sua idade e é a mãe da mãe biológica de Motoko, Asagi. Ela emprega muitos artistas marciais altamente qualificados. Primeiro foi Botan para vigiar sua neta, em seguida, enviou Kisaragi para vigiá-la, onde Sora só estava lá para seu próprio interesse depois de ouvir que havia um possuidor de Black. Ela quer que Motoko venha morar com ela na propriedade Gettou e trabalhe nos negócios da família, que é semelhante a um ninja, pois eles se escondem nas sombras e mantêm a paz em segredo. No entanto, para se tornar um membro, a Motoko precisaria dividir todos os laços com todos que ela conhece agora, dando-lhe um ano para decidir se ela quer ou não. No final, Motoko decidiu permanecer do lado de fora depois de se fusionar com HiFuMi. 

## Família Kosukegawa

### Mãe de Kosukegawa
Uma mulher de formato estranho que mora com o filho enquanto o marido trabalha no exterior. Por alguma razão, ela parece ter uma falta de interesse para seu filho, onde quando ela conheceu Mokoto ela afirmou que seu filho tinha morrido, então quando Ginga declarou que ela estava voltando para sua ilha, ela ofereceu a idéia de seu filho ir embora. poderia ficar. Embora ela ame o marido, correndo para cumprimentá-lo no volume 8 depois de não vê-lo por um longo tempo. 

### Pai de Kosukegawa
Normalmente trabalhando no exterior, o pai de Kosukegawa não é visto até o volume 8, quando ele diz ao filho que ele encontrou um noivo. Ele (como seu filho) é um homem de bom coração que arriscará sua própria segurança para salvar alguém que parece estar em perigo (que é como ele conheceu Rukawa Tatsuya). Ele acreditava que seu filho era mais na série Kamen Rider para se interessar por garotas, e é por isso que ele montou o noivo, mas ele está orgulhoso de seu filho e como ele é capaz de resolver um problema sem recorrer à violência. 

### Ginga(ギンガ)
Uma mulher de quatorze anos de idade, uma guerreira Gada da Tribo Gigi, das Ilhas Salomão. Ela possui os Dez Presas, o nível mais alto entre os Gada, diretamente abaixo do protetor da aldeia, 'Gadam'. Ela parece ser tão forte quanto HiFuMi individualmente. Ela está atualmente vivendo como pensionista na casa de Kosukegawa, pois ele acreditava que ela era uma pessoa e ele não queria que "ele" ficasse na casa de Motoko. Ela tem uma grande ave de rapina desconhecida, chamada Gyoutenmaru, que ela e Hino salvaram quando se conheceram. Ginga é mostrado mais tarde para ser parente de Kosukegawa, através de seu bisavô que desapareceu na Segunda Guerra Mundial, para sua surpresa, onde desde então ela viveu com a família Kosukegawa e vai para o colégio.  Embora ela seja uma menina, ela não gosta do fato de que ela está crescendo seios, acreditando que eles só ficam no caminho durante uma briga. Mas mais tarde, Mikiri informa a ela que seu pai Kuruma afirma que a gordura absorve os ataques melhor do que o músculo, o que poderia explicar por que seus seios crescem tão grandes. Ela também tem pavor de voar . Ela geralmente é vista saindo com Aizawa. Ela derrotou o mestre de Sora, mas ela foi atacada no pescoço por Sumire. No final, ela junto com Hino e Gyoutenmaru assistiram Kosukegawa e os feridos Motoko e Tatsuya retornarem. 

## Outros

### Kannami(神無弥)
Outro dos colegas de turma de Motoko e amigo de infância de Kosukegawa, embora os dois não sejam tão próximos quanto antes. Isto é provavelmente porque Kannami se mudou para a América dois anos depois de se conhecerem, enfraquecendo assim a sua amizade. No entanto, há momentos, como no capítulo trinta e um, que Kannami gosta de ser amigo de Kosukegawa.   Kannami gostava de passar tempo com Kosukegawa porque Kosukegawa sempre conseguia ver as possibilidades nos lugares mais mundanos. Kannami também é muito popular com o corpo de estudantes do sexo feminino, incluindo Motoko. Ele está interessado em HiFuMi, a ponto de empurrar Motoko para fora do telhado da escola só para testemunhar sua transformação e contratar lutadores profissionais para trazer Zero. Ele é um prodígio e procurado pela DARPA. Motoko (e Mikiri) parecem estar apaixonados por ele, fazendo com que Kosukegawa fique com ciúmes. É mostrado no capítulo trinta e um que Kannamni aceitou uma figura de ação Kamen Raider de Kosukegawa porque isso o ajudaria a lembrar Kosukegawa, já que ele não gostava de Kamen Raider. Ele avisa Motoko que ela poderia fragmentar uma nova personalidade se ela não fizer a terapia.  E mais tarde, acredita que Motoko é na verdade uma personalidade "host" e não a verdadeira Motoko. 

### Ralph Anderson
Um soldado jovem da Marinha Americana: Coronel . Ele é tão grande (se não maior) fã da série Kamen Rider como Kosukegawa. Por causa de um incidente que seu pai foi morto perdeu o braço esquerdo. Kosukegawa e Motoko o conhecem em um trem onde ele reconheceu a chave de Kamen Raider que Kosukegawa tinha. Depois ele comeu 5 tigelas de arroz. Antes de se separarem, Ralph deu o relógio de Kosukegawa (1ª vez). Mais tarde é descoberto que Kannami o contratou para ajudar a trazer Zero sob os comandos de Jin. Ele é um estrategista qualificado e tem um braço esquerdo protético, substituindo o que ele perdeu. 

### Anna
Uma mulher russa atualmente sendo treinada por Kuruma Takezou, um dos Três Pais, embora ela também tenha treinado com Jin Hayase, outro dos Três Pais. Ela tem a capacidade de memorizar qualquer ataque depois de vê-lo, mas sua fraqueza é que ela não tem a habilidade de usá-lo adequadamente sem o treinamento adequado. Embora Kuruma, por vezes, atue pervertido em torno dela, ambos parecem abrigar sentimentos um pelo outro. Ela uma vez provocou Motoko perguntando como ela se sentiria se ela fosse ter um "novo irmão, irmã ou uma mãe estrangeira". Ela é mostrada para ser uma boa cozinheira de comida de estilo russo, já que ela freqüentemente prepara borscht .

### Botan Tsukishima(月島 牡丹,Tsukishima Botan)
Um novo estudante transferido para a Saotome High School. Sua pele escura e a razão para a transferência (trabalho do pai) implicavam que ela era a pessoa mais provável para ser 'Gadam', mas no final, é mostrado ser Hino. Ela é alta, atlética, muito popular com as outras alunas e obcecada em descobrir o segredo de Motoko. Ela não gosta de sua aparência incomum, preferindo não se destacar ao ponto de se enganar como um cara para alguns à primeira vista. Depois de um incidente em que Kosukegawa a protegeu de uma víbora, parece que ela começou a ter sentimentos por ele, mesmo afirmando que não se importaria de ter seu filho. No capítulo 37, ela sai sem dizer a ninguém para não deixar anexos, mas não antes de dar a Kosukegawa seu VHS / DVD para substituir o que ela acidentalmente destruiu, deixando-a por trás de uma condição que precisava cumprir para se tornar membro a família Gettou. Ela parece ter alguma ligação com a avó de Motoko, afirmando que Motoko, com suas personalidades separadas, alcançou as três cores das artes marciais, Red (Hibiki) para ataque, Azul (Fujiko) para velocidade e Amarelo (Mikiri) para defesa. Com isso ela misturou todos eles, conseguindo Black (Zero). Sora se refere a ela como quase nível Vermelho; no entanto do tom dela ela pode estar insultando ela. Mais tarde, ela retorna para tentar impedir que Sora libere Zero, embora ela seja parada por um Kosukegawa desconhecido. Eventualmente ela é contada por Sumire Kisaragi que ela ganhou o direito de chamar a si mesma de vermelha, tendo sido capaz de quebrar o muro chamado leis. 

### Izuru Hino(日野 いずる,Hino Izuru)
Amigo de infância de Ginga na ilha do Gada. Ela veio para a ilha de Gada por causa do trabalho de seu pai como cartógrafo, criando mapas para que as pessoas pudessem contornar a ilha mais seguramente. Embora Hino se tornasse Gadam, e decidiu esperar por Ginga para desafiá-la, Hino acabou tendo que ir para o Japão, irritando Ginga. Dotado e bonito, Hino é facilmente visto como uma princesa, e sua personalidade é equivalente a sua aparência, assim como seu estilo de luta; no entanto, tendo sido criado pelo Gada, Hino está propenso a preparar pratos bastante bizarros, desde caçar animais vivos até devorá-los crus. Ela parece ser perspicaz o suficiente para pelo menos saber sempre que uma personalidade diferente (até agora é Fujiko) anula o corpo de Motoko, deixando a atual Motoko adormecida, como visto durante os tempos em que Fujiko apareceu. Hino gosta de evitar causar dor desnecessária e, portanto, ataca a mandíbula para paralisar seus oponentes usando Aikido em batalha e tem reflexos rápidos.  Hino é mostrado como o Gadam da Gada, embora ela não mais viva lá, ainda é muito querida para ela e acredita que ela deve mais à Gada do que ela poderia pagar em sua vida. Surpreendentemente, ela compartilha um interesse em Kamen Rider, para o deleite de Kosukegawa, e assiste a série com ele de vez em quando. No entanto, preocupa Motoko que ele possa gostar de Hino mais do que ela.  Depois de observar suas habilidades na batalha, Fujuko se interessou em recrutá-la como um meio de manter Zero à distância, caso a personalidade perigosa reaplique mais uma vez, mas sabendo que ela não poderia simplesmente pedir ajuda a um estranho, ela se aproximou de Hino em o disfarce de Motoko para desafiá-la brevemente. Apesar de toda a luta ser apenas um teste, Fujiko provou ser a vitoriosa e foi então que Hino percebeu (como Fujiko apontou) que a sua capacidade de perceber o seu entorno de fora do seu campo de visão não é tão afiada como as de a frente e os lados (evidente como Fujiko foi capaz de arrancar a fita amarrando o cabelo de Hino após passar rapidamente por ela, e foi somente quando o som de Hino caiu que ela percebeu), ela chegou a pensar que ela teria perdido se Fujiko tivesse tirado a lutar seriamente. Tsukishima comenta sobre seu talento para fazer as coisas rapidamente logo após ser informado, como aprender a ler o ritmo de seu oponente.   Sora deduz que ela é uma artista marcial Light Brown (amarelo + vermelho claro + azul claro). Ela derrota um membro da família Gettou, mas é atacado por Sumire, e enviado por ela para Tóquio, mas em Nagoya, ela retorna para recuperar Ginga e no final, ela ao longo de Gyoutenmaru e Ginga viu Kosukegawa com o ferido Tatsuya e o retorno de Motoko. . 

### Naoko Watanabe (直 子 渡 辺 | Watanabe Naoko)
Filha de um amigo do pai de Kosukegawa.

### Aizawa(相沢)
Aizawa foi no início um punk frequentando a escola apenas para bater o mais forte lá. Enquanto procurava, conheceu Ginga, que durante esse tempo acreditava que queria bater mais forte para obter um título chamado "Guardião", que parece ser um termo usado para o protetor da escola. Depois de assistir a uma luta entre Mikiri e Ginga, ele percebeu que ele não é nem de perto tão forte quanto ele acreditava. Ele ainda é muito competitivo quando se trata de suas habilidades de luta, especialmente quando se trata de Ginga, que muitas vezes o incita a lutar. Embora ele pareça não se associar com qualquer outra pessoa na escola com tanta frequência quanto Ginga, ele freqüentemente corrige os outros quando eles se referem a eles como sendo "amigos íntimos", afirmando profusamente que eles são apenas "colegas de classe" e nada mais. Quando ele sente que ela está começando a superá-lo após seu retorno à escola após o verão, ele vai até Hino para ajudá-lo a treinar no Aikido. Embora ele odiava o título de "Guardião" no início, ele começa a abraçá-lo durante uma briga que irrompe em um festival da escola e ele enfrenta os punks para proteger a escola. 

### Sumire Kisaragi(如月 菫,Kisaragi Sumire)
A nova enfermeira da Escola Secundária Saotome pelo resto do semestre. A maioria dos estudantes do sexo masculino a acha muito atraente. Ela trabalha para a avó de Motoko e está lá para manter os olhos em Motoko, chegando a ponto de quase matar Sora por atacá-la, apesar de ambos trabalharem para a Família Gettou. Ela tem algumas lembranças da mãe de Motoko quando ela era uma garotinha. Ela finalmente revela que é uma representante de Sakura Gettou para Motoko após a luta de Hibiki com Sora, informando-a que ela poderia viver sua vida sem qualquer perseguição se ela se juntasse à família Gettou. No entanto, informou que ela deve cortar todos os laços com todos que ela está perto de fazê-lo, e deu-lhe um ano para tomar sua decisão. Ela altera a memória dos intrusos da família e os ataca no pescoço com um taser. Ela foi atacada por trás por Botan Tsukishima e Sumire antes de perder a consciência, ela diz a Botan que ela atinge o nível vermelho. 

### Sora Uzuki(卯月 そら,Uzuki Sora)
Outra pessoa que trabalha para a avó de Motoko. Sua arma principal parece ser um chaveiro com chaves afiadas conectadas a um fio, que ela usa como um dardo de corda . Não se sabe muito mais sobre ela além do fato de ela não saber quem é o possuidor de Black e desafia Hino. Após a luta e assumindo que Botan estava errado, ela está de olho em Motoko, já que ela tem o mesmo nome de família do Head. Sora pode ser implacável quando se trata de conseguir o que quer, chegando a contratar uma gangue de motoqueiros (oferecendo-lhes dinheiro ou até mesmo seu próprio corpo) para atacar a escola. Mais tarde, ela ainda tira proveito da natureza gentil de Kosukegawa para chegar a Motoko, pois descobriu que ele parece ser capaz de fazê-la mudar de personalidade, certificando-se de beijá-lo quando ela apareceu e jogando fora a premiada coleção de vídeos Kamen Raider de Kosukegawa, que Motoko e HiFuMi sabiam que ele apreciava muito. No entanto, ela é quase morta por um Hibiki infundido Zero por causa disso. Ela menciona que tem um irmão no jardim de infância ao assistir a data de Motoko e Kosukegawa. Ela afirma que ela é uma artista marcial verde (amarelo + azul). No entanto, por ser uma artista marcial verde, ela não tem como atacar, contando apenas com suas chaves para o ataque, o que a torna praticamente indefesa quando ela está esperando que elas voltem para ela. Ela apareceu no final, olhando para a torre de Tóquio.